# Siti Gusuku e beni associati del Regno delle Ryūkyū
Il complesso dei Siti Gusuku e beni associati del Regno delle Ryūkyū (琉球王国のグスク及び関連遺産群?, Ryūkyū ōkoku no gusuku oyobi kanren'isangun) è un patrimonio dell'umanità dell'UNESCO composto da nove siti tutti situati nella prefettura di Okinawa, in Giappone. Sono costituiti da due utaki (o siti sacri, uno una porta e l'altro un boschetto), dal mausoleo di Tamaudun, da un giardino e da cinque castelli gusuku, quattro dei quali sono in rovine e uno è stato ricostruito. I siti sono stati iscritti in base al criterio che sono una raffinata rappresentazione della cultura del regno di Ryūkyū, la cui miscela unica di influenza giapponese e cinese ne fece un cruciale snodo economico e culturale tra diversi stati vicini.

## Storia
La costruzione dei gusuku iniziò in tutte le isole Ryūkyū durante il periodo dei gusuku (1187-1314) con l'ascesa di capi e feudatari chiamati Aji all'avvicinarsi del XII secolo. Durante questo periodo, le persone che vivevano sulle coste lungo le zone pianeggianti si erano trasferite su un terreno più elevato per costruire villaggi nell'entroterra. L'agricoltura, come il riso, il grano e il miglio, si sviluppò ulteriormente durante questo periodo. Alcuni boschi all'interno di questi villaggi erano designati come terreni sacri, chiamati utaki, destinati a pregare gli spiriti guardiani della coltivazione. Il commercio estero si aprì quando le isole Ryukyu iniziarono a creare una cultura comune. L'esistenza di ceramiche Sueki e cinesi, scavate nella regione delle isole Amami, è considerata una forte prova del suo sviluppo culturale. All'inizio del XIII secolo, un costante aumento degli interessi dei villaggi vide l'emergere di capi che si chiamavano Aji o Anji e che occupavano posizioni politiche all'interno degli stessi. Gli aji sovrintendevano principalmente alle tasse e conducevano riti religiosi insieme alle sacerdotesse Noro. Lo sviluppo del commercio persuase gli aji ad impossessarsi di buoni porti come Naha, Yomitan, Itoman, Katsuren, Sashiki e Unten.
Il periodo Sanzan (1314-1429) iniziò quando gli aji regionali affrontarono lotte per difendere i loro domini man mano che i loro poteri aumentavano. L'isola di Okinawa fu divisa fra tre regni in competizione: Hokuzan a nord con capitale al castello di Nakijin, Chūzan nell'area centrale con capitale al castello di Urasoe e Nanzan a sud con capitale al castello di Nanzan. I tre regni si contendevano il territorio nelle isole di Okinawa e il riconoscimento dalla Dinastia Ming della Cina. Il periodo Sanzan terminò nel 1429 quando il re Shō Hashi conquistò i tre regni e fu riconosciuto, dall'imperatore cinese, come "Re di Ryūkyū ". Il neonato regno delle Ryūkyū, con capitale al castello di Shuri, conquistò poi le isole vicine, iniziando con le isole Amami a nord verso la metà del XV secolo e le isole Sakishima nel 1500. Durante questo periodo continuarono le costruzioni di gusuku, le più notevoli delle quali furono il castello di Nakagusuku e il castello di Yarazamori.
Un cambiamento significativo di status per il regno avvenne nel 1609 con l'invasione di Ryūkyū da parte del dominio giapponese di Satsuma che distrusse sia il castello di Nakijin che quello di Urasoe, oltre a catturare il castello di Shuri. Satsuma vinse la guerra, rese vassallo il regno delle Ryūkyū e annesse le isole Amami. La costruzione di gusuku si fermò dopo il XVII secolo. Dopo che il Giappone annesse Ryūkyū, nel 1879, alcuni gusuku furono usati dall'esercito imperiale giapponese. Durante la battaglia di Okinawa, nella seconda guerra mondiale, la maggior parte dei gusuku usati dall'esercito giapponese, in particolare il castello di Shuri, furono danneggiati o distrutti. Il castello di Shuri è stato ricostruito negli anni 1990 e nel 2000, insieme a un certo numero di gusuku e altri siti correlati, che sono stati aggiunti all'elenco del patrimonio dell'umanità dell'UNESCO.

## Conservazione
L'elenco del patrimonio dell'umanità dei "Siti Gusuku e beni associati del Regno delle Ryūkyū" rappresenta più di 500 anni di storia di Ryūkyū, in particolare dal XII al XVII secolo. Il 30 novembre 2000 l'UNESCO l'ha iscritto, insieme ad altri 60 siti mondiali, nella lista del patrimonio dell'umanità. È stato selezionato sulla base di tre dei 10 criteri stabiliti dall'UNESCO. In particolare, i siti di gusuku sono stati selezionati per il modo in cui (1) mostrano l'importanza dei valori umani in un arco di tempo (criterio ii), coprendo in questo caso più di 500 anni di storia culturale ed etnica, (2) mostrano un'eccezionale tradizione culturale di una civiltà scomparsa (criterio iii) e (3) sono considerati come collegamento tangibile di eventi, tradizioni e credenze con opere letterarie e artistiche (criterio vi).

## Elenco dei siti
| Nome                                                                             | Tipo                                     | Posizione                     | Foto |
| -------------------------------------------------------------------------------- | ---------------------------------------- | ----------------------------- | ---- |
| Castello di Shuri (首里城跡?, Shuri-jō ato, Okinawan: Sui Gushiku)               | Gusuku ricostruito sul sito delle rovine | Naha, Okinawa                 |      |
| Castello Nakijin (今帰仁城跡?, Nakijin-jō ato, Okinawan: Nachizin Gushiku)       | Gusuku rovine                            | Nakijin, Kunigami, Okinawa    |      |
| Castello Zakimi (座喜味城跡?, Zakimi-jō ato, Okinawan: Zachimi Gushiku)          | Gusuku rovine                            | Yomitan, Nakagami, Okinawa    |      |
| Castello Katsuren (勝連城跡跡?, Katsuren-jō ato, Okinawan: Katchin Gushiku)      | Gusuku rovine                            | Uruma, Nakagami, Okinawa      |      |
| Castello Nakagusuku (中城城跡?, Nakagusuku-jō ato, Okinawan: Nakagusiku Gushiku) | Gusuku rovine                            | Nakagusuku, Nakagami, Okinawa |      |
| Tamaudun (玉陵?)                                                                 | Mausoleo                                 | Naha, Okinawa                 |      |
| Sonohyan-utaki Ishimon (園比屋武御嶽石門? Okinawan: Sunuhwan-utaki)              | Cancello di pietra a utaki               | Naha, Okinawa                 |      |
| Shikinaen (識名園?)                                                              | Giardino                                 | Naha, Okinawa                 |      |
| Sefa-utaki (斎場御嶽?, Seefa-utaki)                                              | Utaki                                    | Nanjo, Okinawa                |      |